# Głuchowo (powiat poznański)
Głuchowo – wieś w Polsce położona w województwie wielkopolskim, w powiecie poznańskim, w gminie Komorniki.
Wieś duchowna, własność kapituły katedralnej poznańskiej, pod koniec XVI wieku leżała w powiecie poznańskim  województwa poznańskiego. W latach 1975–1998 miejscowość należała administracyjnie do województwa poznańskiego.

## Historia
Najstarsze zapiski dotyczące wsi pochodzą z 1252 roku, gdzie wieś Głuchowo nad strumieniem płynącym spod Dopiewca, została nadana Klasztorowi w Owińskach. Wieś tę w XVI wieku miał w swym posiadaniu ksiądz Jarosz Choiński, a potem przeszła na własność kapituły poznańskiej. W średniowieczu Głuchowo wraz z pobliskimi wsiami: Plewiska, Fabianowo (Pabianowo), Junikowo, Rosnowo, Rosnówko, Świerczewo i Rudnicze należało do parafii komornickiej.
Wieś posiada placówkę Gminnego Ośrodka Kultury: Dom Kultury „Dworek” w Głuchowie ul. Parkowa 2. We wsi działa Koło Gospodyń Wiejskich. Odbywają się również spotkania dzieci ze Świetlicy Słoneczko oraz zajęcia grupy teatralnej „kapucynek”. W miejscowości tej znajdują się duże firmy działające w branży spedycyjno-logistycznej. W Głuchowie znajduje się też Sala Królestwa zboru Świadków Jehowy.